# Electrotrichia subtilis
Electrotrichia subtilis is een fossiele soort schietmot uit de familie Hydroptilidae.